# Walter Tamm
Walter Tamm (Antwerpen, 6 augustus 1886 - 1957) was een Belgisch Vlaamsgezind arts, lid tijdens de Eerste Wereldoorlog van de Raad van Vlaanderen.

## Levensloop
Tamm promoveerde in 1910 tot doctor in de geneeskunde aan de ULB. Samen met zijn vrouw, Maguerite Becker, die eveneens arts was, trad hij in dienst van de Burgerlijke Godshuizen in Antwerpen. In 1913 nam hij ontslag.
Hij nam deel aan de Vlaamsche Natuur- en Geneeskundige Congressen en kreeg bekendheid binnen de kringen van Antwerpse vrijzinnige flaminganten. Hij was onder meer redactielid van het activistisch tijdschrift De Stroom.
In juli 1917 werd hij lid van de Raad van Vlaanderen, waar hij behoorde tot de groep van de unionisten. Hij was ook nog lid van de Tweede Raad van Vlaanderen, maar nam er op 18 augustus 1918 ontslag.
Hij staat afgebeeld op het zogenaamde Gulden Doek van Vlaanderen (1931) door Henry Luyten, waarop 110 Vlaamsgezinde personaliteiten worden afgebeeld. Het schilderij bevindt zich in het museum van de IJzertoren.
Begin 1918 was hij de initiatiefnemer in Antwerpen van de actie Melkverdeling voor zieken, waarvoor hij zijn collega's-geneesheren warm maakte.
In november 1918 week hij uit naar Nederland en weldra naar Nederlands-Indië, waar hij in Soerabaja als gouvernementsarts werkte en directeur werd van het ziekenhuis aldaar.
Na enkele jaren was hij terug in België. Hij werd adviseur en lid van de AZ-commissie die de bouw van een academisch ziekenhuis in Gent moest voorbereiden. Hij schreef in deze functie bij herhaling rapporten, onder meer in 1938 en 1950.